# Deryck Ferrier
Deryck Ferrier (Paramaribo, 20 juli 1933 – aldaar, 7 januari 2022) was een Surinaams landbouwkundige en socioloog. Hij was de oprichter en, sinds 1971, algemeen directeur van het Centrum voor Economisch en Sociaalwetenschappelijk Onderzoek (Ceswo) in Paramaribo en auteur van sociaalwetenschappelijke publicaties en literair werk.

## Biografie

### Gezin
Ferrier was de oudste zoon van Johan Ferrier, de eerste president van Suriname. Zijn vader had zes kinderen bij zijn eerste vrouw en twee bij zijn tweede. De dichteres Cynthia McLeod en de schrijver Leo Ferrier zijn een directe zus en broer. Het huis waarin hij opgroeide, karakteriseerde hij als een heel merkwaardig huis, met drie huisnummers: de voordeur bevond zich aan de Klipstenenstraat, de Chinese winkel onder hen bevond zich aan de Wagenwegstraat en de achterom bevond zich aan de Heerenstraat.

### Studie en werk
Hij ging naar de HBS in Utrecht en naar de Rijks Hogere School voor Tropische Landbouw in Deventer, waar hij in 1954 afstudeerde. Twee jaar later begon hij als leraar landbouw bij het ministerie van Landbouw, Veeteelt en Visserij. Vervolgens hervatte hij in 1961 zijn studie aan de University of Wisconsin-Madison en slaagde hier in 1965 met de graad Master of Science in sociologie. In 1971 voltooide hij zijn proefschrift met de titel De verstedelijking van Suriname. Voor de uitgave wilde hij echter geen concessies doen, waardoor het financieel niet haalbaar werd en hij niet promoveerde. Later, op 8 mei 2019, werd hij alsnog wetenschappelijk bekroond met een eredoctoraat van de Anton de Kom Universiteit van Suriname. In 1971 vertrok hij bij het ministerie en richtte hij het onderzoeksbureau Centrum voor Economisch en Sociaalwetenschappelijk Onderzoek (Ceswo) op. Hier bleef hij de rest van zijn carrière voor werken. Daarnaast had hij verschillende nevenfuncties, zoals van 2001 tot 2010 als president-auditor voor de Landbouwbank.
In 2015 nam hij met Robby Parabirsing (Rappa) en Carlo Jadnanansing het initiatief voor de oprichting van het Don Walther Fonds. Vanuit het fonds sinds 2018 de Donner Schrijfwedstrijd gehouden.

### Auteur
Toen hij opgroeide, las hij veel en nam literatuur een belangrijke plaats in het gezin in. Er waren veel boeken thuis en daarnaast haalde hij ze bij de Loge Concordia. Tot op hoge leeftijd is hij, voor het slapen gaan, boeken blijven lezen. Tijdens zijn HBS-tijd hield hij voordrachten en hij schreef ook zelf literair werk. In 2003 begon hij aan het verhaal In de ban van de bosgeest, ontmoetingen met Panaike waarin hij zijn belevenissen met de eerste werknemers van Ceswo beschreef. Zij waren voor hem vrienden en hij verloor meerdere na de Surinaamse onafhankelijkheid en tijdens de Binnenlandse Oorlog. Hij gebruikte het om het verlies te verwerken. Het boek verscheen niet in de winkel omdat hij ook hier geen concessies wilde toen. Wel liet hij enkele tientallen exemplaren drukken om hem aan kennissen te laten lezen. In december 2020 werd het boek alsnog uitgebracht.
Een driedelig boek waaraan hij twintig jaar werkte en dat hij in 2019 grotendeels voltooid had, heet Bij ons op plantage. Dit is gebaseerd op vertellingen van personeelsleden en beschrijft de nadagen van de plantages in Suriname tussen 1900 en 1950. De delen zijn chronologisch opgebouwd, met in het eerste deel de ontwikkeling van leerling tot opzichter, in het tweede het leven van de opzichter en tot slot de periode waarin de plantages sloten. Ook schreef hij een bundel met korte verhalen die gebaseerd zijn op zijn eigen leven.
Hij schreef ook wetenschappelijke verhandelingen en werkte in 2019 aan Het Ontstaan en de evolutie van de vrije Surinaamse samenleving. Een drieluik waarvan naast een versie in het Nederlands ook een in het Engels en Spaans werd voorzien, heeft een omvang van 670 pagina's en heet Ontraadseling van enigma's van Amazonia en de Wilde Kust. Dit werk geeft een verklaring van de inheemse taal. In het eerste deel wordt het onderwerp wetenschappelijk benaderd, het tweede deel gaat over de proposities en het derde over de postulaten.

### Diamanten huwelijk, overlijden
Ferrier was getrouwd met Carmen Romalien Henriëtte Tjon-A-Joe. In 2019 vierden ze hun 60-jarige, diamanten huwelijk.
Ferrier overleed in de avond van 6 januari 2022. Hij is 88 jaar oud geworden.